# 鳴海正泰
鳴海 正泰（なるみ まさやす、1931年9月3日 -2021年2月14日 ）は、日本の政治家、政治学者、関東学院大学名誉教授。

## 略歴
青森県青森市生まれ。1954年東北大学文学部西洋史学科卒業後、東京都政調査会の研究員となる。飛鳥田一雄が横浜市長の時代に市政ブレーンとして参加し、市長特使として中国へ往復、「ヨコハマのナルミンジャ」と異名をとる。1980年関東学院大学教授、1997年定年、名誉教授となる。テニスの歴史にも詳しく、横浜山手・テニス発祥記念館館長を務めた。2021年2月14日死去。

## 著書
- 『都市変革の思想と方法』れんが書房 1972
- 『テニス明治誌』1980 中公新書
- 『地方自治体入門』日本経済新聞社 (日経文庫)1981
- 『戦後自治体改革史』日本評論社(戦後史双書)1982
- 『転換期の市民自治 人間サイズの都市づくり』日本経済評論社(都市叢書)1987
- 『自治体の施策と費用』編著 学陽書房(シリーズ自治を創る）1988
- 『地方自治を見る眼 新しい社会システムへ向けて市民自治への提案』有斐閣選書 1991
- 『現代日本の地方自治と地方財政 テキストブック市民自治』公人社 1992
- 『地方分権の思想 自治体改革の軌跡と展望』学陽書房 1994
- 『自治と分権の政治学 自治体改革の軌跡と展望』公人の友社 (地方自治土曜講座ブックレット)1999
- 『自治体改革のあゆみ 「付」証言・横浜飛鳥田市政のなかで』公人社 2003
- 『横浜山手公園物語 公園・テニス・ヒマラヤスギ』横浜山手・テニス発祥記念館編 有隣堂 (有隣新書)2004

## 論文
- <鳴海正泰